# Михайличенко, Борис Петрович
Борис Петрович Михайличенко (29 августа 1939 — 29 октября 2000) — российский учёный в области кормопроизводства, академик РАСХН (1997).

## Биография
Родился в с. Большая Гомольша Змиевского района Харьковской области. Окончил Московскую сельскохозяйственную академию им. К. А. Тимирязева (ТСХА) (1962) и её аспирантуру (1967).
Трудовая деятельность:
- 1962—1964 — главный агроном совхоза «Болычево», Московская область.
- 1968—1971 — старший научный сотрудник отдела семеноводства, с 1969 заместитель директора по научной работе, заведующий опорным пунктом опытного хозяйства «Ермолино».
- 1971—2000 — во Всесоюзном (Всероссийском) НИИ кормов им. В. Р. Вильямса: и. о. заведующего лабораторией семеноводства многолетних трав (1971—1973), зав. отделом семеноводства и семеноведения кормовых культур (1974—1994), одновременно заместитель директора по научной работе (1986—1994), директор (1994—2000).

Специалист по семеноводству многолетних бобовых трав.

## Звания и награды
Доктор сельскохозяйственных наук (1995), профессор (1996) академик РАСХН (1997). Академик-секретарь Отделения кормопроизводства РАСХН (1996—2000).
Лауреат Государственной премии Российской Федерации (1999) — за работу «Сорта клевера нового поколения — основа устойчивого кормопроизводства и биологизации земледелия Нечернозёмной зоны России». Награждён медалью «За трудовое отличие» (1982).

## Научные труды
Опубликовал более 150 научных трудов, в том числе 50 книг и брошюр. Получил 2 авторских свидетельства и патента на изобретения.
Книги:
- Селекция и семеноводство многолетних трав / соавт.: А. С. Новоселова и др. — М.: Колос, 1978. — 303 с.
- Промышленное семеноводство многолетних трав в Нечерноземье. — М.: Россельхозиздат, 1987. — 141 с.
- Концепция решения проблемы кормового белка в стране по 2005 г. / соавт.: В. Г. Игловиков и др. — М., 1990. — 76 с.
- Справочник по кормопроизводству: в 2 ч. / соавт.: В. Г. Игловиков и др.; Всерос. НИИ кормов им. В. Р. Вильямса. — 3-е изд., перераб. и доп. — М., 1993—1994. — Ч. 1. — 1993. — 219 с.; Ч. 2. — 1994. — 195 с.